# اویکوس
اویکوس (به لاتین: Oikos, Cyprus) یک منطقهٔ مسکونی در قبرس است که در ناحیه نیکوزیا واقع شده‌است.

## خصوصیات
اویکوس  ۱۸۶ نفر جمعیت دارد.